# Dekani Filozofskog fakulteta u Sarajevu
Dekani Filozofskog fakulteta u Sarajevu od osnivanja 1950. do suvremenog doba birani su na jednu mandatnu školsku godinu i na dvije mandatne školske godine. Vremenom je mandat od jedne i od dvije godine mogao biti reizboran. Danas se dekan bira na dvije godine uz mogućnost jednog reizbora na još dvije godine.
1. Anto Babić 1950./1951.
2. Vera Šnajder 1951./1952. i 1952./1953.
3. Husein Brkić 1953./1954.
4. Salko Nazečić 1954./1955.
5. Tvrtko Kanaet 1955./1956.
6. Jovan Vuković 1956./1957.
7. Anto Babić 1958./1959.
8. Vera Šnajder 1958./1959.
9. Dragiša Živković 1959./1960. i 1960./1961.
10. Esad Pašalić 1961./1962. i 1962./1963.
11. Branislav Đurđev 1963./1964. i 1964./1965.
12. Svetozar Marković 1965./1966. i 1966./1967.
13. Midhat Šamić 1967./1968. i 1968./1969.
14. Branko Džakula 1969./1970. i 1970./1971.
15. Petar Mandić 1971./1972. i 1972./1973.
16. Hanifa Kapidžić-Osmanagić 1973./1974. i 1974./1975.
17. Marko Šunjić 1975./1976. i 1976./1977.
18. Gojko Babić 1977./1978. i 1978./1979.
19. Kasim Prohić 1979./1980.
20. Zdenko Lešić 1982./1983.
21. Juraj Martinović 1983./1984. i 1984./1985.
22. Rade Petrović 1985./1986 i 1986./1987.
23. Milan Vasić 1987./1988.
24. Nazif Kusturica 1989./1990, 1990./1991. i 1991./1992.
25. Zvonimir Radeljković 1992./1993. i 1993./1994.
26. Ibrahim Tepić 1994./1995, 1995./1996. i 1996./1997.
27. Ilijas Tanović 1997./1998.
28. Vlado Sučić 1998./1999,1999./2000, 2000./2001. i 2001./2002.
29. Amir Ljubović 2002./2003. i 2003./2004.
30. Salih Fočo 2004./2005. i 2005./2006.
31. Josip Baotić 2006./07.
32. Srebren Dizdar 2006./2007, 2007./2008. i 2008./2009.
33. Ivo Komšić 2009./2010, 2010./2011, 2011./2012 i 2012./2013.

U periodu 1980. – 1988. Filozofski fakultet u Sarajevu se administrativno vodio kao Radna organizacija (RO) koji je imao dva OOUR-a: OOUR Filozofija i OOUR Filologija. Tada je imao dekane u dva OOUR-a:
Dekani OOUR-a Filozofija Filozofskog fakulteta u Sarajevu:
1. Iljas Hadžibegović 1980./1981.
2. Risto Tubić 1981./1982. i 1982./1983.
3. Milenko Brkić 1983./1984. i 1984./1985.
4. Predrag Finci 1985./1986. i 1986./1987.
5. Vladimir Premec 1987./1988.

Dekani OOUR-a Filologija Filozofskog fakulteta u Sarajevu:
1. Juraj Martinović 1980./1981. i 1981./1982.
2. Tvrtko Kulenović 1982./1983.
3. Miloje Đorđević 1983./1984. i 1984./1985.
4. Ivo Šoljan 1985./1986. i 1986./1987.
5. Ekrem Čaušević 1987./1988.